# Cuevas de Tabon
Las Cuevas de Tabón (en tagalo: Kuwebang Tabon) son un conjunto de cuevas del norte del municipio de Quezón (que incluye el barrio Tabón), en la parte sur occidental de la provincia de Palawan, en la isla de Palawan, parte del país asiático de las Filipinas.
Las cuevas fueron llamadas así en honor del ave Megapodius cumingii o talégalo filipino (en inglés, Scrubfowl Tabon). Las Cuevas de Tabón limitan al sur con la ciudad de Quezón propiamente dicha, el barangay de Panitian en el oeste y el mar de la China Meridional en el norte y el este. El complejo cuenta con 29 cuevas exploradas (solo siete de las cuales están abiertas al público), pero se sabe que 215 cuevas existen en el lugar. 
El complejo es mantenido por el Museo Nacional, y las cuevas de Diwata y la Cueva de Liyang están abiertas al público. El hombre de Tabón fue descubierto en las cuevas, se trata de uno de los más antiguos restos humanos que se haya encontrado hasta ahora en las Filipinas.